# 23437 Sima
23437 Sima este o planetă minoră (asteroid), cu un diametru de 2,69 km, din centura de asteroizi. A fost descoperită pe 27 septembrie 1984 la Observatorul Kleť de Antonín Mrkos și a fost numită după Josef Šíma⁠(d). 
Obiectul prezintă o orbită caracterizată de o semiaxă mare de 2,2545298 UAi, o excentricitate de 0,21, o înclinație de 4,67359 ° în raport cu ecliptica.